# Xã LeRoy, Quận Lake, Ohio
Xã LeRoy (tiếng Anh: LeRoy Township) là một xã thuộc quận Lake, tiểu bang Ohio, Hoa Kỳ. Năm 2010, dân số của xã này là 3.253 người.